# Aleurotrachelus mesuae
Aleurotrachelus mesuae là một loài côn trùng cánh nửa trong họ Aleyrodidae, phân họ Aleyrodinae.
Aleurotrachelus mesuae được Corbett miêu tả khoa học đầu tiên năm 1935.